# Wilhelm (Werle)
Wilhelm, Fürst zu Wenden (* vor 1393 oder 1394; † 8. September 1436 bei Güstrow), war von 1418 bis 1436 Mitregent, dann ab 1425 alleiniger Herr zu Werle-Güstrow. Er titelte ab 1426 als Fürst zu Wenden.
Er war der Sohn von Lorenz von Werle-Güstrow und Mechthild von Werle-Goldberg.
Nach dem Tod seines Vaters im Jahr 1393 oder 1394 übernahm erst sein älterer Bruder Balthasar die Regentschaft in der Teilherrschaft Werle-Güstrow. Wilhelm selbst wurde im Jahr 1418 Mitregent und nach dem Tod seines Bruders am 5. April 1421 alleiniger Herr von Werle-Güstrow. Nach dem Tod von Christoph Herr zu Werle-Waren im Jahr 1425 wurde er auch dort Herrscher. Er war nun Herr über die gesamte Herrschaft Werle. Seit 1426 führte er den Titel Fürst zu Wenden, Herr zu Güstrow, Waren und Werle.
Er heiratete 1422 Anna von Anhalt, die 1426 starb. In zweiter Ehe heiratete er Sophie von Pommern, die Schwester von Herzog Barnim VIII. von Pommern. Mit ihr hatte er ein Kind, Katharine von Werle. Sie war mit Ulrich II. verheiratet. Mit Einverständnis seiner Vettern verpfändete ihr Onkel Barnim VIII. die Länder Barth, Zingst und Damgarten für 20.000 Gulden.
Nach dem Tod Wilhelms starb mangels eines männlichen Erben die Linie Werle aus und die Herrschaft Werle (das Fürstentum Wenden) fiel zurück an die mecklenburgische Dynastie. Den Titel Fürst zu Wenden führten später alle mecklenburgischen Regenten als Nebentitel.